# Фентон (Міссурі)
Фентон (англ. Fenton) — місто (англ. city) в США, в окрузі Сент-Луїс штату Міссурі. Населення — 3989 осіб (2020).

## Географія
Фентон розташований за координатами 38°31′43″ пн. ш. 90°27′2″ зх. д. / 38.52861° пн. ш. 90.45056° зх. д. (38.528559, -90.450541).  За даними Бюро перепису населення США в 2010 році місто мало площу 16,50 км², з яких 15,66 км² — суходіл та 0,84 км² — водойми.

## Демографія
Згідно з переписом 2010 року, у місті мешкали 4022 особи в 1549 домогосподарствах у складі 1176 родин. Густота населення становила 244 особи/км².  Було 1611 помешкання (98/км²).
Расовий склад населення:
| - 95,5 % — білих - 2,1 % — азіатів - 0,4 % — чорних або афроамериканців - 0,2 % — вихідців з тихоокеанських островів - 0,2 % — корінних американців |

До двох чи більше рас належало 1,3 %. Частка іспаномовних становила 1,9 % від усіх жителів.
За віковим діапазоном населення розподілялося таким чином: 21,5 % — особи молодші 18 років, 62,5 % — особи у віці 18—64 років, 16,0 % — особи у віці 65 років та старші. Медіана віку мешканця становила 46,7 року. На 100 осіб жіночої статі у місті припадало 95,2 чоловіків;  на 100 жінок у віці від 18 років та старших — 90,5 чоловіків також старших 18 років.
Середній дохід на одне домашнє господарство  становив 95 002 долари США (медіана — 89 205), а середній дохід на одну сім'ю — 106 314 долари (медіана — 102 695). Медіана доходів становила 65 603 долари для чоловіків та 50 967 доларів для жінок. За межею бідності перебувало 6,0 % осіб, у тому числі 13,0 % дітей у віці до 18 років та 6,5 % осіб у віці 65 років та старших.
Цивільне працевлаштоване населення становило 2015 осіб. Основні галузі зайнятості: освіта, охорона здоров'я та соціальна допомога — 20,4 %, науковці, спеціалісти, менеджери — 16,2 %, оптова торгівля — 9,6 %, роздрібна торгівля — 9,4 %.